# Putzeysia
Putzeysia là một chi ốc biển, là động vật thân mềm chân bụng sống ở biển trong họ Calliotropidae,

## Các loài
Các loài trong chi Putzeysia gồm có:
- Putzeysia cillisi Segers, Swinnen & De Prins, 2009[2]
- Putzeysia franciskae Engl & Rolán, 2009
- Putzeysia juttae Engl & Rolán, 2009
- Putzeysia wiseri (Calcara, 1842)[3]